# Dissociazione per trasferimento elettronico
In spettrometria di massa la dissociazione per trasferimento elettronico (in lingua inglese electron transfer dissociation, ETD) è un metodo per frammentare ioni.
È simile alla dissociazione per cattura elettronica, ETD induce frammentazione di cationi trasferendogli elettroni.

## Frammentazione ETD
ETD non usa elettroni liberi ma radicali anioni:
{\displaystyle [M+nH]^{n+}+A^{-}\to {\bigg [}[M+nH]^{(n-1)+}{\bigg ]}^{*}+A\to frammenti}.
dove A è un anione.
Le rotture ETD sono casuali lungo lo scheletro peptidico (cosiddetti ioni c e z) mentre le catene laterali e le modificazioni come la fosforilazione sono lasciate intatte. Questa tecnica lavora bene solo per ioni con cariche alte (z>2), comunque rispetto alla dissociazione indotta da collisione (CID), ETD è più vantaggioso per i frammenti di peptidi lunghi o di proteine intere. Questo rende la tecnica importante per la proteomica top-down.